# Tamburello-Kurve

Die Tamburello-Kurve bis einschließlich 1994

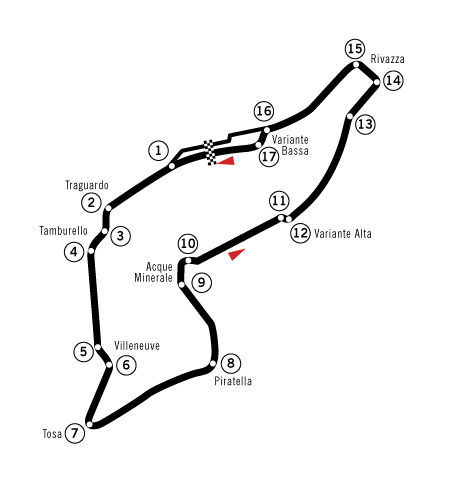
Die aktuelle Streckenführung mit der entschärften Tamburello

Die Tamburello-Kurve war bis zu ihrem Umbau eine Hochgeschwindigkeitskurve der Formel-1-Rennstrecke Autodromo Enzo e Dino Ferrari in Imola. In dieser Linkskurve wurden Geschwindigkeiten über 300 km/h erreicht. Auf dieser Streckenvariante wurde zwischen 1981 und 2006 jährlich der Große Preis von San Marino ausgetragen.
Am 1. Mai 1994, beim Großen Preis von San Marino, verunglückte der dreimalige Formel-1-Weltmeister Ayrton Senna in der Tamburello-Kurve durch einen bis heute nicht vollständig geklärten Unfall tödlich. Bereits fünf Jahre zuvor, beim Grand Prix 1989, hatte Gerhard Berger in dieser Kurve einen schweren Unfall, bei dem sein Ferrari in Flammen aufging; 1987 verunglückte Nelson Piquet dort während der Trainingseinheiten schwer. Nach Sennas Tod wurde die schnelle Kurve modifiziert. Seitdem ist die Tamburello eine langsame S-förmige Schikane (links-rechts-links). Die Anlage einer ausreichend großen Sicherheitszone war ebenso wie eine Änderung des Verlaufs zur Außenseite hin nicht möglich, da der Fluss Santerno dort verläuft.